# BBC Radio
BBC Radio — подразделение BBC, управляющее как национальными, так и местными радиостанциями.

## Основные радиостанции

### BBC Radio 1
Основная радиостанция BBC. Ориентирована на аудиторию 15–29 лет, специализируется на современной поп-музыке, лидерах чартов. Также ежечасно транслируется новостной блок. По ночам идёт вещание музыки альтернативных жанров: электроника, танцевальная, хип-хоп, инди.
Запущена в 1967 году, с 1991 года перешла на формат круглосуточного вещания.

### BBC Radio 2
Вторая основная радиостанция BBC. Формат Radio 2 — adult contemporary. 
Основную аудиторию (82% слушателей) составляет аудитория старше 35 лет. В репертуаре есть как песни 1960-х, так и современные лидеры чартов, инди-музыка.
Является самой популярной радиостанцией в Великобритании.
С 21:00 до 22:00 транслируется джаз, фолк, блюз, кантри, регги, классический рок.
Запущена в 1967 году. В 1979 стала первой в Великобритании круглосуточной радиостанцией.

### BBC Radio 3
Радиостанция, специализирующаяся на классической и оперной музыке, джазе, музыке мира. Также транслируются новости искусства и культуры. Часто звучат концерты с живой музыкой
Запущена также в 1967 году.

### BBC Radio 4
Разговорная радиостанция. Транслируются новости, комедийные, драматические, научные, исторические, религиозные передачи, прогнозы погоды.
Второе по популярности радио Великобритании после Radio 2.

## Прочие радиостанции
- BBC Radio 5 Live: новости, спорт, интервью
- BBC Radio 6 Music: смесь альтернативных музыкальных жанров, включая рок, фанк, панк и регги, новости, живые выступления в студии и концерты, музыкальная документалистика
- BBC Radio 1Xtra: ориентирована на молодежную аудиторию, специализируется на «черной» музыке: хип-хоп, грайм, бейслайн, дабстеп, драм-н-бейс, фанки, хаус, дэнсхолл, регги, госпел, ритм-н-блюз
- BBC Radio 4 Extra
- BBC Radio 5 Live Sports Extra
- BBC Asian Network